# Болдуин, Джон (историк)
Джон Болдуин (John W. Baldwin; 13 июля 1929[…], Чикаго, Иллинойс — 8 февраля 2015[…], Таусон, Мэриленд) — американский медиевист, специалист по истории средневековой Франции, в особенности эпохи высокого Средневековья; занимался институциональной и интеллектуальной историей двенадцатого века; видный представитель своего поколения.
Доктор философии (1956), эмерит-профессор Университета Джонса Хопкинса, где преподавал с 1961 года.
Член Американского философского общества (2004), членкор Академии надписей и изящной словесности (2003) и Британской академии. Удостоился Haskins Medal (1990). Член Американской академии медиевистики и ее президент в 1996-1997 годах. Специалист по Филиппу Августу (1179—1223).

## Биография
Старший сын инженера-электрика, работавшего в компании Westinghouse, и домохозяйки; рос в Нью-Джерси и Мэриленде, в евангелической семье.
Получил степень бакалавра в Уитонском колледже (1950). После магистратуры в Университете Пенсильвании, в 1956 году получил степень доктора философии под руководством Сидни Пейнтера в Университете Джонса Хопкинса.
Учился во Франции по программе Фулбрайта (там в Париже познакомился со своей будущей супругой из Дании). Также являлся Гуггенхаймовским стипендиатом. С 1956 года ассистент-профессор истории в Мичиганском университете. С 1961 года в Университете Джонса Хопкинса, с 1966 года фул-профессор. С 2001(1997?) года в отставке.
Член Американской академии искусств и наук и иностранный член Датской королевской академии.
Автор 11 книг и многочисленных статей. Автор монографии Masters, Princes, and Merchants: The Social Views of Peterthe Chanter and His Circle (Princeton: Princeton University Press, 1970). Автор учебника The Scholastic Culture of the Middle Ages, 1000—1300 (Lexington. Mass.: Heath, 1971; reprinted 1997). Автор книг The Government of Philip Augustus: Foundations of French Royal Power in the Middle Ages (Berkeley: University of California Press, 1986; предисловие написал Ле Гофф), Aristocratic Life in Medieval France: The Romances of Jean Renart and Gerbert deMontreuil, 1190—1230 (Baltimore: Johns Hopkins University Press, 2000) {Рец.: Francis X. Hartigan, }, Paris 1200 (Paris: Aubier, 2006; Stanford: Stanford University Press, 2010) {Рец.}, Knights, Lords and Ladies: In Search of Aristo-crats in the Paris Region, 1180—1220 (University of Pennsylvania Press, 2019) {Рец.}.
Супруга Jenny M. Jochens — также медиевистка и эмерит-профессор; четверо детей — Peter Baldwin (professor), Ian T. Baldwin, еще сын и дочь (погибла в 1988 году); внуки. Умер от пневмонии.